# 八方山主計
八方山 主計（やかたやま かずえ、1917年5月5日 - 1977年3月4日）は、熊本県菊池郡泗水町（現在の菊池市）出身で出羽海部屋に所属した大相撲力士。本名は安武 計（やすたけ かずえ）。最高位は西前頭筆頭（1951年5月場所）。現役時代の体格は180cm、131kg。得意手は左四つ、寄り。

## 来歴
熊本県西合志村(現合志市)の剣道家緒方武の道場「護国殿」に通って剣道を学び、将来は剣術道に進むつもりだったが、師匠の緒方は彼の堂々たる体軀から将来力士として有望だと感じ、在京の徳永為次(吉田司家の故実門人)に紹介、当時横綱免許を授与していた吉田司家の斡旋で、16歳の時に出羽海部屋へ入門した。1934年5月場所で初土俵を踏み、四股名を本名の「安武」から「八方山」に改めて1940年5月場所にて十両昇進、1年後の1941年5月場所で入幕した。
入幕後しばらくは幕内下位に低迷したが、戦後に入って幕内中位に番付を上げ、時には上位にも顔を出したが、その都度大負けして上位定着はならず、三役昇進、三賞、金星のいずれも果たせなかった。現役中の1951年には元横綱・前田山の高砂、大ノ海、藤田山とともにアメリカを巡業、アメリカの巡業先との契約延長によって帰国間に合わず、そのため同年9月場所を全休している。正当な理由なしに本場所を休場したため、協会内では厳しい処分や通常の全休相当の番付降下が当然という議論も噴出したが、相撲普及の功績が認められ、休場した9月場所は5勝10敗相当の下降幅にとどめるという措置が為された。
1952年5月場所を最後に11年間務めた幕内から陥落し、1953年1月場所後、引退。その後は年寄・不知火を襲名して名門・出羽海部屋の運営に貢献するとともに、相撲協会でも監事、参与として働いた。
1977年3月4日、心筋梗塞のため千葉県市川市内の病院で逝去。59歳没。
当時としては大柄な体格であったが、若い時に膝と腰を痛めたために膝を十分に曲げられず、それが大成を阻んだ。相手を引っ張り込んで、大きな腹を生かして寄り進むのを得意としていた。吉田司家に入門を世話してもらった縁で、肥後細川家の家紋入りの化粧廻しを着けて土俵入りをしていた。その風貌から「カバ」という異名があったが、先のアメリカ巡業中ではプールで泳いでいるところを、外国人客からほんとうにカバと間違えられた、という笑話が伝わる。

## 主な成績・記録
- 通算成績：212勝228敗1預44休 勝率.482
- 幕内成績：143勝174敗1預28休 勝率.451
- 現役在位：41場所
- 幕内在位：26場所

### 場所別成績
| 1934年 （昭和9年） | （前相撲）             | （前相撲）           | x                       |
| 1935年 （昭和10年） | 東序ノ口3枚目 4–2      | 東序二段16枚目 5–1   | x                       |
| 1936年 （昭和11年） | 西三段目13枚目 3–3     | 西三段目8枚目 4–2    | x                       |
| 1937年 （昭和12年） | 西幕下26枚目 0–2       | 東三段目15枚目 2–5   | x                       |
| 1938年 （昭和13年） | 西三段目29枚目 4–3     | 西三段目14枚目 6–1   | x                       |
| 1939年 （昭和14年） | 西幕下24枚目 5–2       | 東幕下4枚目 3–5      | x                       |
| 1940年 （昭和15年） | 西幕下10枚目 6–2       | 東十両13枚目 10–5    | x                       |
| 1941年 （昭和16年） | 東十両3枚目 9–6        | 東前頭21枚目 7–7 1分 | x                       |
| 1942年 （昭和17年） | 西前頭20枚目 8–7       | 西前頭10枚目 8–7     | x                       |
| 1943年 （昭和18年） | 東前頭10枚目 1–4–10    | 西前頭20枚目 8–7     | x                       |
| 1944年 （昭和19年） | 東前頭16枚目 6–9       | 西前頭18枚目 6–4     | 西前頭17枚目 6–4        |
| 1945年 （昭和20年） | x                      | 東前頭11枚目 3–4     | 東前頭12枚目 5–5        |
| 1946年 （昭和21年） | x                      | x                    | 東前頭10枚目 7–6        |
| 1947年 （昭和22年） | x                      | 西前頭3枚目 2–8      | 西前頭8枚目 8–3         |
| 1948年 （昭和23年） | x                      | 西前頭3枚目 2–9      | 西前頭11枚目 6–5        |
| 1949年 （昭和24年） | 東前頭10枚目 7–6       | 西前頭9枚目 6–9      | 西前頭11枚目 5–10       |
| 1950年 （昭和25年） | 西前頭15枚目 9–6       | 西前頭9枚目 8–7      | 西前頭8枚目 8–7         |
| 1951年 （昭和26年） | 西前頭4枚目 8–7        | 西前頭筆頭 3–12      | 東前頭6枚目 休場 0–0–15 |
| 1952年 （昭和27年） | 東前頭11枚目 2–10–3    | 東前頭21枚目 4–11    | 西十両5枚目 8–7         |
| 1953年 （昭和28年） | 東十両5枚目 引退 0–8–7 | x                    | x                       |
| 各欄の数字は、「勝ち-負け-休場」を示す。 優勝 引退 休場 十両 幕下 三賞：敢=敢闘賞、殊=殊勲賞、技=技能賞 その他：★=金星 番付階級：幕内 - 十両 - 幕下 - 三段目 - 序二段 - 序ノ口 幕内序列：横綱 - 大関 - 関脇 - 小結 - 前頭（「#数字」は各位内の序列） |                        |                      |                         |

- 1951年9月場所はアメリカ巡業のため、出場不能だった。

### 幕内対戦成績
| 力士名   | 勝数 | 負数 | 力士名 | 勝数 | 負数 | 力士名   | 勝数 | 負数 | 力士名   | 勝数 | 負数 |
| -------- | ---- | ---- | ------ | ---- | ---- | -------- | ---- | ---- | -------- | ---- | ---- |
| 愛知山   | 8    | 4    | 青葉山 | 2    | 2    | 旭川     | 1    | 0    | 葦葉山   | 2    | 0    |
| 東冨士   | 0    | 3    | 有明   | 3    | 1    | 大岩山   | 4    | 4    | 大内山   | 1    | 6    |
| 大熊     | 2    | 2    | 大潮   | 0    | 1    | 大ノ海   | 4    | 2    | 大ノ森   | 0    | 1    |
| 小戸ヶ岩 | 2    | 1    | 大蛇潟 | 1    | 1    | 甲斐錦   | 0    | 1    | 甲斐ノ山 | 0    | 1    |
| 鏡里     | 2    | 5    | 柏戸   | 3    | 3    | 神風     | 1    | 3    | 神錦     | 1    | 3    |
| 神若     | 3    | 0    | 北ノ洋 | 1    | 2(1) | 清恵波   | 5    | 1    | 清美川   | 0    | 2    |
| 九ヶ錦   | 2    | 3    | 九州錦 | 5    | 3    | 国登     | 2(1) | 2    | 高津山   | 3    | 8    |
| 小坂川   | 2    | 1    | 琴ヶ濱 | 1    | 1    | 琴錦     | 1    | 5    | 小松山   | 2    | 2    |
| 佐賀ノ花 | 1    | 3    | 櫻國   | 1    | 1    | 佐渡ヶ嶋 | 0    | 1    | 清水川   | 0    | 5    |
| 鯱ノ里   | 3    | 0※   | 立田野 | 0    | 1    | 楯甲     | 1    | 1    | 玉ノ海   | 0    | 2    |
| 鶴ヶ嶺   | 2    | 4    | 照國   | 0    | 2    | 輝昇     | 4    | 2    | 十勝岩   | 4    | 4    |
| 時津山   | 2    | 3    | 冨ノ山 | 1    | 0    | 名寄岩   | 3    | 6    | 羽黒山   | 0    | 6    |
| 盤石     | 3(1) | 0    | 緋縅   | 1    | 0    | 備州山   | 4    | 5    | 常陸海   | 1    | 1    |
| 広瀬川   | 1    | 3    | 藤田山 | 0    | 1    | 双子岩   | 0    | 1    | 二瀬川   | 3    | 1    |
| 二瀬山   | 4    | 1    | 双葉山 | 0    | 2    | 双見山   | 2    | 3    | 不動岩   | 7    | 6    |
| 前田山   | 1    | 0    | 松登   | 0    | 1    | 松浦潟   | 1    | 1    | 三根山   | 1    | 4    |
| 緑國     | 4    | 2    | 緑嶋   | 2    | 2    | 宮錦     | 0    | 1    | 吉葉山   | 0    | 2    |
| 力道山   | 2    | 0    | 若潮   | 7    | 5    | 若瀬川   | 3    | 2    | 若ノ花   | 0    | 3    |
| 若葉山   | 2    | 3    | 若港   | 3    | 3(1) |          |      |      |          |      |      |

※他に鯱ノ里と預りが1つある。